# Aluminotermia
Aproveitamento do intenso poder redutor do alumínio para obtenção de metais. Por outras palavras, o processo aluminotérmico consiste na redução dos óxidos metálicos a partir do alumínio para a obtenção dos respectivos metais e é muito usado para fazer corte e solda. Exemplo:
2 Al + Cr2O3 → Al2O3 + 2 Cr
2 Al + Fe2O3 → Al2O3 + 2 Fe